# Thunder Bay (Ontario)
Pour les articles homonymes, voir Thunder Bay et Lakehead.
Thunder Bay est une municipalité ontarienne (Canada) née en 1970 de la fusion des villes de Fort William et Port Arthur ainsi que des cantons de Neebing et McIntyre. 
C'est la deuxième plus grande ville du nord ontarien. Au recensement de 2006, on y a dénombré une population de 110 172 habitants. (Région métropolitaine de recensement : 122 907), dont une petite communauté franco-ontarienne disposant de certains services comme l'École secondaire catholique de la Vérendrye.

## Situation
Thunder Bay est une ville située dans le nord-ouest de l'Ontario.
Son port constitue un lien important dans le transport fluvial des grains et autres produits pondéreux de l'ouest à travers les Grands Lacs et la Voie maritime du Saint-Laurent à la côte Est. La ville s'appelle souvent en anglais la « Lakehead » ou la « Canadian Lakehead » due à sa situation « à la tête » de la navigation des Grands Lacs.

## Démographie
| 2001    | 2006    | 2011    | 2016    |
| ------- | ------- | ------- | ------- |
| 109 016 | 109 140 | 108 359 | 107 909 |

## Attraits
Thunder Bay est le centre régional de services pour le nord-ouest ontarien. La plupart des ministères provinciaux y sont représentés.
L'université Lakehead, établie par la pression politique des professionnels et hommes d'affaires de la ville, est un gros atout, ainsi que le collège Confederation. Ces mêmes professionnels et hommes d'affaires menaient la fusion des villes de Fort William et Port Arthur en 1970.

## Histoire

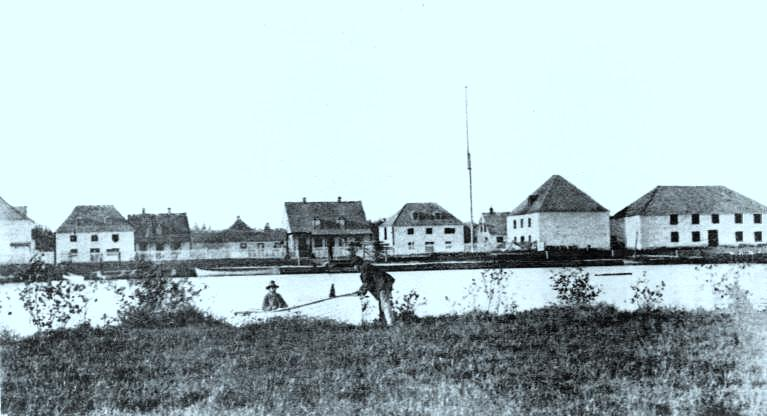
Fort William, 1865.

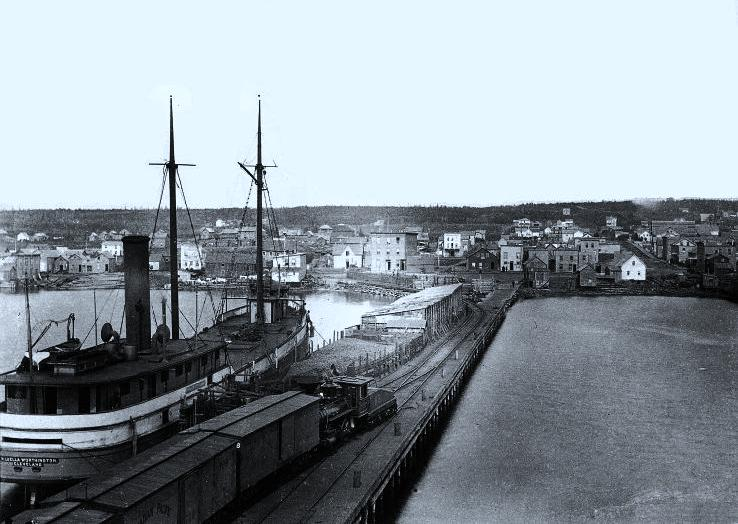
Port Arthur, 1884.

Fort William, à l'origine Fort Caministigoyan établi par la France, était le noyau de la Compagnie du Nord-Ouest, qui faisait la traite des fourrures au début du XIXe siècle.
Port Arthur, à quelques kilomètres au nord, fut colonisé à partir de 1870 comme une extrémité de la route Dawson entre l'Ontario et l'ouest canadien.

## Toponyme
La ville prend son nom de la vaste baie au sommet du lac Supérieur, nom qui figure comme « Baie du Tonnerre » sur les cartes françaises du XVIIIe siècle.

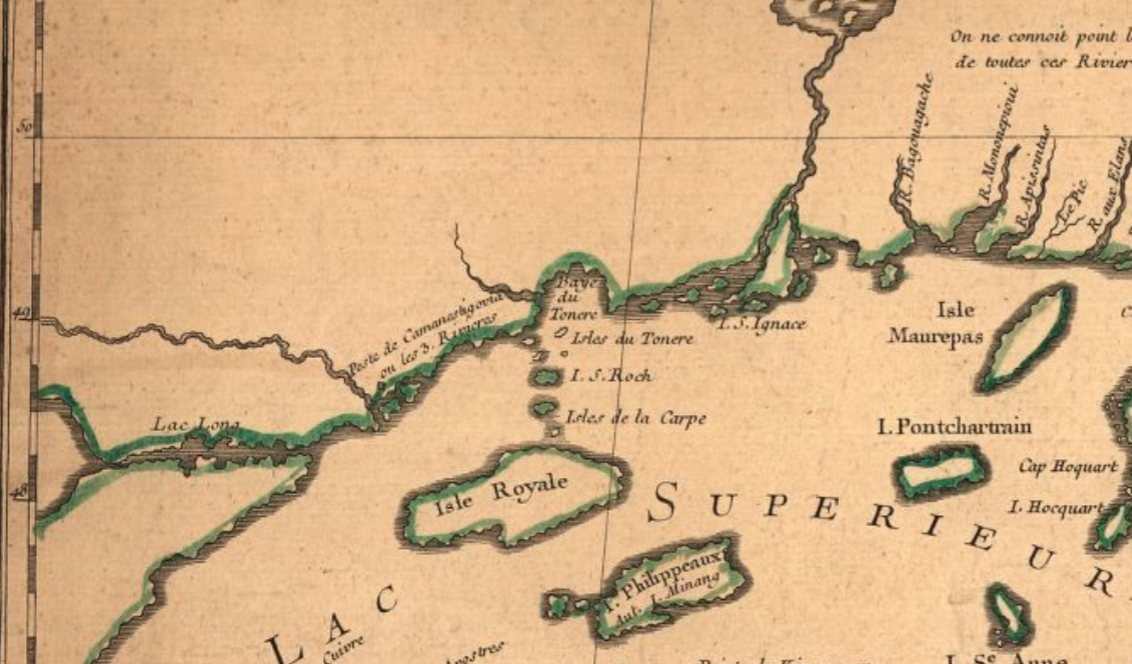
Baie du Tonnerre au nord du Lac Supérieur (Canada).

## Gouvernement et politique
Le conseil municipal comprend un maire et douze conseillers. Le maire et cinq des conseillers sont élus par toute la population. Sept des conseillers sont élus pour les sept « wards » ou circonscriptions électorales : Current River Ward, McIntyre Ward, McKellar Ward, Neebing Ward, Northwood Ward, Red River Ward, Westfort Ward.

## Géographie

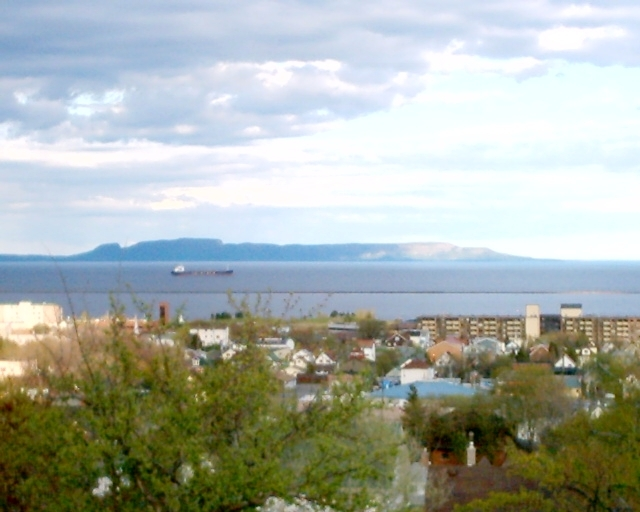
Géant endormi.

Le Géant endormi (Sleeping Giant), parfois identifié au héros iroquois Hiawatha, une grande formation de mesas sur la péninsule Sibley du lac Supérieur, qui ressemble à un géant étendu sur le dos, est devenu un symbole de la ville.
La péninsule Sibley enferme les eaux de la baie (Thunder Bay), et domine la vue du lac de la partie nord de la ville (autrefois Port Arthur, Ontario).
Le Géant endormi figure également sur le blason et le drapeau municipal.

### Climat
| Mois                                  | jan.       | fév.       | mars       | avril      | mai       | juin      | jui.    | août      | sep.      | oct.       | nov.       | déc.       | année           |
| ------------------------------------- | ---------- | ---------- | ---------- | ---------- | --------- | --------- | ------- | --------- | --------- | ---------- | ---------- | ---------- | --------------- |
| Température minimale moyenne (°C)     | −21,1      | −18,4      | −11,2      | −3,3       | 2,5       | 7,3       | 11      | 10,1      | 4,9       | −0,5       | −7,7       | −17        | −3,6            |
| Température moyenne (°C)              | −14,8      | −12        | −5,5       | 2,9        | 9,5       | 14        | 17,6    | 16,6      | 11        | 5          | −3         | −11,6      | 2,5             |
| Température maximale moyenne (°C)     | −8,6       | −5,6       | 0,3        | 9          | 16,4      | 20,6      | 24,2    | 23,1      | 17,1      | 10,4       | 1,7        | −6,1       | 8,5             |
| Record de froid (°C) date du record   | −43,2 1996 | −40,6 1996 | −36,7 1943 | −23,3 1936 | −8,9 1954 | −2,8 1949 | 0 1969  | −1,1 1976 | −8,3 1942 | −15,6 1936 | −30,6 1976 | −39,8 2013 | −43,2 31/1/1996 |
| Record de chaleur (°C) date du record | 8,3 1942   | 15,5 2000  | 23,8 2010  | 28,3 1942  | 35,2 1986 | 39 1995   | 40 1936 | 40,3 1983 | 34,1 2005 | 28,3 1943  | 21,7 1975  | 12,2 1962  | 40,3 7/8/1983   |
| Ensoleillement (h)                    | 114,4      | 133,5      | 159,1      | 219        | 265       | 264,1     | 283,4   | 258,3     | 162,9     | 127,7      | 88,8       | 91,7       | 2 167,7         |
| Précipitations (mm)                   | 31,3       | 24,9       | 41,6       | 41,5       | 66,5      | 85,7      | 89      | 87,5      | 88        | 62,6       | 55,6       | 37,5       | 711,6           |
| dont neige (cm)                       | 41,2       | 26,9       | 26,8       | 12,4       | 1,7       | 0         | 0       | 0         | 0,5       | 6,1        | 27,8       | 44,1       | 187,6           |
| Nombre de jours avec précipitations   | 11,9       | 10         | 10,9       | 8,8        | 10,5      | 13,4      | 12,7    | 12,6      | 13,3      | 11,7       | 11,6       | 12,3       | 139,5           |
| Humidité relative (%)                 | 61,6       | 59,1       | 56,4       | 48,6       | 50,1      | 56,9      | 59      | 59,8      | 60,8      | 60,9       | 65,2       | 65,4       | 58,7            |
| Nombre de jours avec neige            | 12,6       | 10,3       | 9,4        | 3,9        | 0,61      | 0         | 0       | 0         | 0,13      | 2,3        | 9,1        | 13,1       | 61,3            |

| Diagramme climatique                                  |               |              |           |             |             |          |              |           |              |             |             |
| J                                                     | F             | M            | A         | M           | J           | J        | A            | S         | O            | N           | D           |
| −8,6−21,131,3                                         | −5,6−18,424,9 | 0,3−11,241,6 | 9−3,341,5 | 16,42,566,5 | 20,67,385,7 | 24,21189 | 23,110,187,5 | 17,14,988 | 10,4−0,562,6 | 1,7−7,755,6 | −6,1−1737,5 |
| Moyennes : • Temp. maxi et mini °C • Précipitation mm |               |              |           |             |             |          |              |           |              |             |             |

## Économie et main d'œuvre
L'exploitation de la forêt (Resolute Forest Products) et la construction de matériel de transport (Bombardier) sont les plus grandes industries.
Deux établissements d'éducation supérieure: L'université Lakehead et le collège Confédération.
La principale attraction touristique est le parc historique de Fort William, construit en 1973 comme une copie d'un poste de traite de 1815.

## Grands évènements sportifs accueillis
En 1981 la ville accueillit les jeux du Canada et en 1995 ceux mondiaux de ski nordique.
- Voir : Championnats du monde de ski nordique 1995.

## Personnalités célèbres
- Alex Delvecchio, ancien joueur de hockey du Temple de la renommée du hockey
- Clarence Decatur Howe, 1886-1960, homme politique
- Bora Laskin, juge en chef de la Cour suprême du Canada
- Hugh Le Caine, 1914-1977, physicien, compositeur, inventeur
- Robert James Manion, 1881-1943, homme politique
- Robin Philpot, journaliste
- Taylor Pyatt, joueur de hockey de la Ligue nationale de hockey retraité
- Tom Pyatt, joueur de hockey évoluant avec les Genève-Servette Hockey Club
- Paul Shaffer, musicien
- Jordan Staal, joueur de hockey évoluant avec les Hurricanes de la Caroline
- Eric Staal, joueur de hockey évoluant avec les Panthers de la Floride
- Marc Staal, joueur de hockey évoluant avec les Panthers de la Floride
- Jared Staal, joueur de hockey et entraineur-adjoint avec les Checkers de Charlotte (AHL)
- Kevin Durand, acteur (X-Men Origin : Wolverine)
- Phat Wilson, joueur de hockey du début du XXe siècle avec les Bearcats de Port Arthur, membre du Temple de la renommée du hockey
- Marie Avgeropoulos, actrice (The 100)

## Évêché
- Diocèse de Thunder Bay
- Cathédrale Saint-Patrick de Thunder Bay

## Jumelages
La ville de Thunder Bay est jumelée avec :
- Duluth (États-Unis) depuis 1980
- Gifu (Japon) depuis 1998
- Chilung (Taïwan) depuis 1988
- Little Canada (Minnesota) (États-Unis) depuis 1977
- Seinäjoki (Finlande) depuis 1974